# 倉敷市立倉敷南小学校
倉敷市立倉敷南小学校（くらしきしりつ くらしきみなみしょうがっこう）は、岡山県倉敷市東富井にある公立小学校。

## 沿革
《出典：》
- 2006年（平成18年）8月31日 - 大高小学校、葦高小学校の急激な児童数の増加から、両校の分離校の新設を目指し、地元住民による期成会が結成される。
- 2005年（平成17年）10月5日 - 学校用地を取得。
- 2007年（平成19年）
  - 3月22日 - 倉敷市立倉敷南小学校の校名が決定される。
  - 5月10日 - 大高小学校区と葦高小学校区の一部が通学区域として決定される。
- 2008年（平成20年）
- 4月1日 - 倉敷南小学校が開校（児童数：455人、学級数：16学級）。
- 6月8日 - 開校記念式典が行われる。
- 2018年（平成30年）5月19日 - 開校10周年記念式典が行われる。

## 通学区域が隣接している学校
- 倉敷市立旭丘小学校
- 倉敷市立中島小学校
- 倉敷市立大高小学校
- 倉敷市立葦高小学校